# Lewis E. Payson
Lewis Edwin Payson (* 17. September 1840 in Providence, Rhode Island; † 4. Oktober 1909 in Washington, D.C.) war ein US-amerikanischer Politiker. Zwischen 1881 und 1891 vertrat er den Bundesstaat Illinois im US-Repräsentantenhaus.

## Leben
Im Jahr 1852 kam Lewis Payson mit seinen Eltern nach Illinois, wo er die öffentlichen Schulen und dann die Lombard University in Galesburg besuchte. Nach einem anschließenden Jurastudium und seiner 1862 erfolgten Zulassung als Rechtsanwalt begann er in Ottawa in diesem Beruf zu arbeiten. Im Jahr 1865 verlegte er seinen Wohnsitz und seine Anwaltskanzlei nach Pontiac. Zwischen 1869 und 1873 war er als Bezirksrichter tätig. Gleichzeitig schlug er als Mitglied der Republikanischen Partei eine politische Laufbahn ein.
Bei den Kongresswahlen des Jahres 1880 wurde Payson im achten Wahlbezirk von Illinois in das US-Repräsentantenhaus in Washington gewählt, wo er am 4. März 1881 die Nachfolge von Greenbury L. Fort antrat. Nach vier Wiederwahlen konnte er bis zum 3. März 1891 fünf Legislaturperioden im Kongress absolvieren. Ab 1883 vertrat er dort als Nachfolger von John H. Lewis den neunten Distrikt seines Staates. Ab 1889 war er Vorsitzender des Ausschusses zur Verwaltung des staatlichen Landes.
Nach dem Ende seiner Zeit im US-Repräsentantenhaus praktizierte Lewis Payson wieder als Anwalt. Er starb am 4. Oktober 1909 in der Bundeshauptstadt Washington.